# 庫克鎮區 (堪薩斯州第開特縣)
庫克鎮區（英語：Cook Township）為美國堪薩斯州第開特縣轄下的鎮區。2010年美国人口普查中此鎮區人口有24人。

## 地理
庫克鎮區涵蓋總面積為93.0平方（35.90平方英里），其中陸地面積為92.9平方（35.87平方英里），水域面積為0.078平方（0.03平方英里）或0.08%。海拔高度871（2,858英尺）。

## 人口統計
根據2010年美國人口普查，庫克鎮區人口有24人，其中男性有11人，女性有13人，人口密度為每平方公里0.26人，住房計13戶。鎮區內的白人有24人，非裔美國人有0人，美洲原住民有0人，亞裔美國人有0人，太平洋島裔美國人有0人，其他種族有0人，混血種族則有0人。此外鎮區內有2人為西班牙裔或拉丁裔美國人。此鎮區之年齡中位數為53.0歲，而男性年齡中位數為54.5歲，女性年齡中位數為51.5歲。